# 1998-as magyar atlétikai bajnokság
Az 1998-as magyar atlétikai bajnokság a 103. bajnokság volt.

## Helyszínek
- téli dobóbajnokság: február 28., Veszprém; március 1., Tüzér utca (gerelyhajítás)
- mezeifutás: március 28, Nadap
- férfi 20 km, női 10 km gyaloglás: május 16., Ózd
- váltóbajnokság 4 × 200 m: május 17., Népstadion edzőpálya
- maratoni váltó: május 17., Budapest
- pályabajnokság: július 10–12., Népstadion
- váltóbajnokság 4 × 1500 m: szeptember 5., Szilágyi utca
- félmaraton: szeptember 12., Nyíregyháza
- többpróba: szeptember 25–27., Szilágyi utca
- váltóbajnokság 4 × 800 m: szeptember 27., Szilágyi utca
- férfi 50 km gyaloglás: szeptember 26., Balassagyarmat
- női 20 km-es gyaloglás: október 3., Tatabánya
- ügyességi csapatbajnokág: október 4., Szilágyi utca
- maraton: október 4., Budapest

## Eredmények

### Férfiak
| Versenyszám            | Arany                                                                                    | Arany     | Ezüst                                                                       | Ezüst     | Bronz                                                                     | Bronz                |
| ---------------------- | ---------------------------------------------------------------------------------------- | --------- | --------------------------------------------------------------------------- | --------- | ------------------------------------------------------------------------- | -------------------- |
| 100 m                  | Dobos Gábor Bp. Honvéd                                                                   | 10,32     | Gyulai Miklós Nyíregyházi VSC                                               | 10,40     | Németh Roland Soproni SI                                                  | 10,47                |
| 200 m                  | Gyulai Miklós Nyíregyházi VSC                                                            | 20,67     | Németh Roland Soproni SI                                                    | 21,03     | Kafri Tomy MAFC                                                           | 20,06                |
| 400 m                  | Nyilasi Péter Újpesti TE                                                                 | 46,84     | Dombi Zétény Csepel SC                                                      | 47,41     | Bella Attila Zalaegerszegi AC                                             | 47,43                |
| 800 m                  | Korányi Balázs Alba Regia AK                                                             | 1:48,51   | Tölgyesi Balázs Alba Regia AK                                               | 1:49,17   | Árpási Miklós Alba Regia AK                                               | 1:49,44              |
| 1500 m                 | Tölgyesi Balázs Alba Regia AK                                                            | 3:57,08   | Oláh Roland Alba Regia AK                                                   | 4:00,64   | Povázsay László Spartacus                                                 | 4:01,28              |
| 5000 m                 | Kliszek Tamás Újpesti TE                                                                 | 14:20,32  | Kadlót Zoltán Salgótarjáni Öblösüveggyár                                    | 14:27,73  | Rezessy Gergely Vasas                                                     | 14:34,35             |
| 10 000 m               | Kliszek Tamás Újpesti TE                                                                 | 29:19,31  | Káldy Zoltán BVSC                                                           | 29:26,98  | Sági Ferenc BVSC                                                          | 29:40,38             |
| 4 × 100 m              | Kovács György Takács Gábor Bella Attila Alexa Szabolcs Zalaegerszegi AC                  | 41,29     | Aleso Adebo Zsombor Csaba Pauer Géza Dobos Gábor Bp. Honvéd                 | 41,53     | Lőrincz Imre Németh Roland Jobbágy Zsigmond Németh Gergely Soproni SI     | 42,04                |
| 4 × 200 m              | Juhász István Babály László Nyilasi Péter Dobos György Újpesti TE                        | 1:26,77   | Takács Gábor Kovács Dusán Hajdú Sándor Bella Attila Zalaegerszegi AC        | 1:27,24   | Harcsa Norbert Kiss László Szögyényi Gábor Gyulai Miklós Nyíregyházi VSC  | 1:28,08              |
| 4 × 400 m              | Szabó Dénes Szabó Dezső Nyilasi Péter Zsivoczky Attila Újpesti TE                        | 3:13,94   | Árpási Miklós Tölgyesi Balázs Mihalovics Gábor Korányi Balázs Alba Regia AK | 3:14,08   | Szögyényi Gábor Kiss László Nagy Viktor Gyulai Miklós Nyíregyházi VSC     | 3:18,75              |
| 4 × 800 m              | Hódis Richárd Varga Tamás Oláh Roland Korányi Balázs Alba Regia AK                       | 7:52,37   | Huszti László Varga Károly Kovács István Bencze Miklós Debreceni MTE-DSI    | 8:01,37   | Rácz Gábor Bognár Attila Antalóczy Ferenc Majoros Kolos BEAC              | 8:06,49              |
| 4 × 1500 m             | Banai Róbert Nagy László Imre Péter Kliszek Tamás Újpesti TE                             | 16:24,9   | Kiss Ernő Varga K. Benedek Zsolt Debreceni MTE                              | 16:39,1   | Kiss Norbert Sági Zsolt Bernáth Krisztián Imre J Dunakeszi VSE            | 17:06,8              |
| 110 m gát              | Palágyi Gergely Vasas SC                                                                 | 14,27     | Kovács Balázs VEDAC                                                         | 14,52     | Kürtösi Zsolt Kaposvári Építők                                            | 14,56                |
| 400 m gát              | Bédi Tibor Csepel SC                                                                     | 51,52     | Dombi Zétény Csepel SC                                                      | 53,03     | Dóczi Sebestyén Ferencvárosi TC                                           | 54,13                |
| 3000 m akadály         | Serfőző Sándor Salgótarjáni Öblös                                                        | 8:59,15   | Tímár Levente Alba Regia AK                                                 | 9:02,62   | Banai Róbert Újpesti TE                                                   | 9:02,84              |
| 20 km gyaloglás        | Dudás Gyula Szegedi VSE                                                                  | 1:22:46   | Urbanik Sándor Békéscsabai AC                                               | 1:24:03   | Czukor Zoltán Pécsi VSK                                                   | 1:27:33              |
| 50 km gyaloglás        | Czukor Zoltán Pécsi VSK                                                                  | 3:56:57   | Leczky Ervin Békéscsabai AC                                                 | 3:57:37   | Dudás Gyula Szegedi VSE                                                   | 4:04:53              |
| magasugrás             | Zsivoczky Attila Újpesti TE                                                              | 217 cm    | Somogyi János BEAC                                                          | 214 cm    | Szórád Rajmond Csepel SC                                                  | 214 cm               |
| rúdugrás               | Bagyula István Csepel SC                                                                 | 520 cm    | Szabó Dezső Újpesti TE                                                      | 500 cm    | Váczi Márk DAC                                                            | 460 cm               |
| távolugrás             | Ordina Tibor Ferencvárosi TC                                                             | 768 cm    | Uzsoki János Újpesti TE                                                     | 766 cm    | Jobbágy Zsigmond Soponi SI                                                | 742 cm               |
| hármasugrás            | Czingler Zsolt Újpesti TE                                                                | 17,14 m   | Boros Csaba Újpesti TE                                                      | 16,40 m   | Dömötör Balázs Újpesti TE                                                 | 15,54 m              |
| súlylökés              | Pintér Attila Ikarus BSE                                                                 | 18,41 m   | Biber Zsolt Szolnoki MÁV                                                    | 18,28 m   | Kóczián Jenő Újpesti TE                                                   | 17,69 m              |
| diszkoszvetés          | Fazekas Róbert Dobó SE                                                                   | 64,49 m   | Kővágó Zoltán Szolnoki MÁV                                                  | 59,74 m   | Máté Gábor Békéscsabai AC                                                 | 47,92 m              |
| kalapácsvetés          | Kiss Balázs VEDAC                                                                        | 81,18 m   | Gécsek Tibor Dobó SE                                                        | 80,88 m   | Fábián Zoltán Haladás VSE                                                 | 77,00 m              |
| gerelyhajítás          | Belák József Újpesti TE                                                                  | 73,78 m   | Horváth Gergely Csepeli Hungária                                            | 73,38 m   | Fehér Zoltán Mátyásföldi LTC                                              | 67,06 m              |
| tízpróba               | Kürtösi Zsolt Kaposvári Építők                                                           | 7756      | Munkácsi Sándor Újpesti TE                                                  | 7590      | Veres Ferenc Újpesti TE                                                   | 6303                 |
| mezei futás 10 km      | Káldy Zoltán BVSC                                                                        | 31:48     | Szemán János VEDAC                                                          | 31:56     | Kadlót Zoltán Salgótarjáni Öblösüveggyár                                  | 32:14                |
| félmaraton             | Bacskai Zsolt BVSC                                                                       | 1:06:12   | Holba Zoltán BVSC                                                           | 1:06:31   | Káldy Zoltán BVSC                                                         | 1:07:04              |
| maraton                | Rezessy Gergely Vasas SC                                                                 | 2:15:38   | Lajtos Márton Szolnoki MÁV                                                  | 2:19:45   | Szemán János VEDAC                                                        | 2:20:27              |
| csapat 20 km gyaloglás | Dudás Gyula Lengyel Gábor Bondor Csaba Szegedi VSE                                       | 4:28:38   | Urbanik Sándor Tóth Balázs Leczki Ervin Békéscsabai AC                      | 4:39:48   | Tárnics István Kirszt Károly Kolonics László Szombathelyi ASE             | 5:26:31              |
| csapat 50 km gyaloglás | Dudás Gyula Lengyel Gábor Bondor Csaba Szegedi VSE                                       | 13:37:58  | Tamics István Kirszt Károly Kolonics László Szombathelyi ASE                | 15:46:30  | Több induló nem volt                                                      | Több induló nem volt |
| csapat mezei futás     | Káldy Zoltán Holba Zoltán Molnár Tibor BVSC                                              | 13        | Kadlót Zoltán Serfőző Sándor Langer Olivér Salgótarjáni Öblösüveggyár       | 19        | Juhász András Stépán Zsolt Léhmann Tibor Bp. Honvéd                       | 24                   |
| csapat félmaraton      | Bacskai Zsolt Holba Zoltán Káldy Zoltán BVSC                                             | 3:19:47   | Baier Tibor Sági Zsolt Sági József Dunakeszi VSE                            | 3:33:26   | Serfőző Sándor Kadlót Zoltán Langer Olivér Salgótarjáni Öblös             | 3:34:21              |
| csapat maraton         | Molnár Tibor Miklós A. Nalesnyik Zoltán BVSC                                             | 7:12:23   | Lajtos Márton Zabari János Balogh József Szolnoki MÁV                       | 7:25:25   | Bogár János Biri Ferenc Vozár Attila Békéscsabai AC                       | 7:29:42              |
| maratoni váltó         | Molnár Tibor Talabér Attila Nalesnyik Zoltán Jáger Péter Bacskai Zsolt Holba Zoltán BVSC | 2:06:41   | Újpesti TE                                                                  | 2:07:02   | Bp. Honvéd                                                                | 2:08:32              |
| csapat magasugrás      | Kovács Tivadar Urbán-Szabó András Kovács Krisztián Hortobágyi Zoltán Szolnoki MÁV        | 193,75 cm | Papp Napóleon Boros László Csaja Gábor Patai Péter Kecskeméti SC            | 183,75 cm | Kun Imre Horváth József Herczig Bertalan Voncsina Henrik Ferencvárosi TC  | 175,00 cm            |
| csapat rúdugrás        | Bóka Attila Viskovics Tamás Veress Ferenc Váczi János Újpesti TE A                       | 462,50 cm | Bujtor Zoltán Balogh László Tóth Ferenc Kálmán Zsolt Újpesti TE B           | 425,00 cm | Milassin Ákos Juan Contreras Weisz János Koszó Tamás ELTE TK              | 395,00 cm            |
| csapat távolugrás      | Uzsoki János Czingler Zsolt Dömötör Balázs Boros Csaba Újpesti TE                        | 693,00 cm | Margl Tamás Szabó Ambrus Veilandits Gábor Ruip László TFSE                  | 651,25 cm | Horváth József Szergej Golobokov Voncsina Henrik Kun Imre Ferencvárosi TC | 629,50 cm            |
| csapat hármasugrás     | Czingler Zsolt Dömötör Balázs Boros Csaba Mányai Dávid Újpesti TE                        | 14,9450 m | Tarr Péter Benkó Tamás Dobozi Sándor Olasz Tamás Alba Regia AK              | 14,8075 m | Hantó Zsolt Jobbágy Zsigmond Németh Gergely Lőrincz Imre Soproni SE       | 13,3150 m            |
| csapat súlylökés       | Németh Zsolt Bognár Szabolcs Kiss Szilárd Annus Adrián Dobó SE                           | 16,1950 m | Horváth Attila Botfa Péter Fábián Zoltán Vida József Haladás VSE            | 13,9375 m | Kerekes László Csata Imre Gyurján Tamás Sallai András Nyíregyházi VSC     | 12,4675 m            |
| csapat diszkoszvetés   | Fazekas Róbert Németh Zsolt Bognár Szabolcs Annus Adrián Dobó SE                         | 51,8575 m | Horváth Attila Vida József Botfa Péter Fábián Zoltán Haladás VSE            | 48,9025 m | Bacskó Sándor Csata Imre Gyurján Tamás Tóth László Nyíregyházi VSC        | 41,9350 m            |
| csapat kalapácsvetés   | Gécsek Tibor Annus Adrián Németh Zsolt Fazekas Róbert Dobó SE                            | 74,6200 m | Vida József Botfa Péter Fábián Zoltán Nagy Attila Haladás VSE               | 66,0375 m | Végh Sándor Rédei László Sárkány Gyula Hajdu Tamás Dobó SE                | 57,1875 m            |
| csapat gerelyhajítás   | Belák József Dani Balázs Rappai Róbert Mészáros Tamás Újpesti TE                         | 61,0325 m | Szabó József Varga Lajos Dénes Károly Erdős Adrián Szegedi VSE              | 56,5775 m | Lajter Sándor Palotai László Parázs György Mondi Károly Kőrisfa SE        | 56,5250 m            |

### Nők
| Versenyszám            | Arany                                                                                 | Arany     | Ezüst                                                                        | Ezüst                | Bronz                                                                          | Bronz                |
| ---------------------- | ------------------------------------------------------------------------------------- | --------- | ---------------------------------------------------------------------------- | -------------------- | ------------------------------------------------------------------------------ | -------------------- |
| 100 m                  | Barati Éva Bp. Honvéd                                                                 | 11,67     | Árva Petronella Szolnoki MÁV                                                 | 11,91                | Lőrincz Krisztina Bp. Honvéd                                                   | 11,97                |
| 200 m                  | Árva Petronella Szolnoki MÁV                                                          | 24,06     | Szekeres Judit Szolnoki MÁV                                                  | 24,19                | Petráhn Barbara Győri Dózsa                                                    | 24,30                |
| 400 m                  | Szekeres Judit Szolnoki MÁV                                                           | 53,08     | Petráhn Barbara Győri Dózsa                                                  | 53,62                | Kun Alice Békéscsabai AC                                                       | 53,77                |
| 800 m                  | Varga Judit Haladás VSE                                                               | 2:05,87   | Csoszánszky Szilvia Csepel SC                                                | 2:11,26              | Mészáros Krisztina Újpesti TE                                                  | 2:13,78              |
| 1500 m                 | Tusai Brigitta Bp. Honvéd                                                             | 4:27,22   | Csizi Réka Kaposvári Építők                                                  | 4:27,53              | Tóth Lívia VEDAC                                                               | 4:35,14              |
| 5 000 m                | Kálovics Anikó Haladás VSE                                                            | 16:09,26  | Csizi Réka Kaposvári Építők                                                  | 16:16,28             | Tóth Mónika Kaposvári Építők                                                   | 16:58,27             |
| 10 000 m               | Kálovics Anikó Haladás VSE                                                            | 33:23,27  | Javos Anikó Újpesti TE                                                       | 33:39,90             | Csomor Erika BVSC                                                              | 34:43,60             |
| 4 × 100 m              | Steinmetz Éva Lőrincz Krisztina Barati Éva Vaszi Tünde Bp. Honvéd                     | 45,63     | Öhlbaum Emese Molnár M. Oláh Judit Árva Petronella Szolnoki MÁV              | 46,84                | Balazsicz Renáta Gróf Andrea Szabados Eszter Farkas Bernadett Zalaegerszegi AC | 47,72                |
| 4 × 200 m              | Ray Szilvia Kulcsár Eszter Balazsicz Renáta Gróf Andrea Zalaegerszegi AC              | 1:40,81   | Komlóssy Zsuzsanna Vértesy Katalin Kosir Ágnes Bori Annamária Bp. Honvéd     | 1:42,68              | Szabó Anikó Szabó Gabriella Szabó J. Endes Györgyi Debreceni EAC               | 1:45,33              |
| 4 × 400 m              | Ray Szilvia Gróf Andrea Kulcsár Eszter Balazsicz Renáta Zalaegerszegi AC              | 3:47,89   | Bobcsek Emese Csendes Ildikó Laczó Rita Kun Alice Békéscsabai AC             | 3:54,50              | Járay Melinda Martinek Adrienn Soós Eszter Varga Judit Haladás VSE             | 3:56,28              |
| 4 × 800 m              | Erdős Zsuzsanna Solymossi Ildikó Horváth Mariann Tóth Livia Veszprémi EDAC            | 9:13,35   | Teveli Zsanett Teveli Petra Papp Krisztina Mészáros Krisztina Újpesti TE     | 9:22:93              | Blaskó Katalin Vajda Zsuzsa Török Éva Szabadi Andrea MAC-Népstadion            | 9:48,34              |
| 100 m gát              | Bálint Zita Csepel SC                                                                 | 14,08     | Vári Edit MSI                                                                | 14,27                | Kiss Enikő Pécsi AC                                                            | 14,32                |
| 400 m gát              | Szekeres Judit Szolnoki MÁV                                                           | 56,74     | Dóczi Orsolya Ferencvárosi TC                                                | 57,94                | Ray Szilvia Zalaegerszegi AC                                                   | 1:01,92              |
| 10 km gyaloglás        | Szebenszky Anikó Debreceni MTE                                                        | 43:58     | Ilyés Ildikó Alba Regia AK                                                   | 44:05                | Pesti Mónika Szegedi VSE                                                       | 44:14                |
| 20 km gyaloglás        | Pesti Mónika Szegedi VSE                                                              | 1:39:06   | Tóth Barbara Bp. Honvéd                                                      | 1:46,58              | Szuromi Karin Margitszigeti AC                                                 | 1:47,15              |
| magasugrás             | Győrffy Dóra BEAC                                                                     | 190 cm    | Stáhl Ágota VEDAC                                                            | 184 cm               | Kiss Enikő Pécsi AC                                                            | 181 cm               |
| rúdugrás               | Szabó Zsuzsanna BEAC                                                                  | 420 cm    | Szemerédi Eszter Újpesti TE                                                  | 410 cm               | Vaszi Tünde Bp. Honvéd                                                         | 380 cm               |
| távolugrás             | Vaszi Tünde Bp. Honvéd                                                                | 651 cm    | Ajkler Zita SKDASE                                                           | 637 cm               | Kiss Enikő Pécsi AC                                                            | 626 cm               |
| hármasugrás            | Bálint Zita Csepel SC                                                                 | 13,24 m   | Ajkler Zita SKDASE                                                           | 13,24 m              | Szála Anett Soproni SI                                                         | 12,98 m              |
| súlylökés              | Dívós Katalin Dobó SE                                                                 | 15,10 m   | Kürti Éva Nyíregyházi VSC                                                    | 15,03 m              | Ináncsi Rita Bp. Honvéd                                                        | 14,21 m              |
| diszkoszvetés          | Divós Katalin Dobó SE                                                                 | 54,99 m   | Csőke Katalin Bp. Erőmű                                                      | 54,67 m              | Kürti Éva Nyíregyházi VSC                                                      | 48,43 m              |
| kalapácsvetés          | Divós Katalin Dobó SE                                                                 | 61,55 m   | Tudja Julianna VEDAC                                                         | 57,65 m              | Sugár Barbara Dobó SE                                                          | 53,54 m              |
| gerelyhajítás          | Szabó Nikolett Ferencvárosi TC                                                        | 62,40 m   | Koczka Anikó BEAC                                                            | 56,46 m              | Ináncsi Vera Bp. Honvéd                                                        | 55,64 m              |
| hétpróba               | Bálint Zita Csepel SC                                                                 | 5408      | Skoumal Réka Marathon                                                        | 5082                 | Ajkler Zita SKDASE                                                             | 5069                 |
| félmaraton             | Földingné Nagy Judit Győri Dózsa                                                      | 1:16:08   | Barócsi Heléna Kaposvári Építők                                              | 1:18:55              | Jakab Ágnes BVSC                                                               | 1:19:28              |
| maratoni futás         | Földingné Nagy Judit Győri Dózsa                                                      | 2:40:09   | Csomor Erika BVSC                                                            | 2:41:14              | Kiss Ágnes Szegedi VSE                                                         | 2:44:17              |
| mezei futás 6 km       | Kálovics Anikó Haladás VSE                                                            | 20:39     | Javos Anikó Újpesti TE                                                       | 21:02                | Csomor Erika BVSC                                                              | 21:31                |
| csapat félmaraton      | Jakab Ágnes Rakonczai Beáta Molnár Gizella BVSC                                       | 4:09:10   | Csik Mónika Árvai Kornélia Horváth Rita Pécsi VSK                            | 5:40:01              |                                                                                |                      |
| csapat maratoni futás  | Farkas Ágota Korán Éva Halászné Nardai Erzsébet Hunyadi DSE                           |           | Csáfordiné Marton Erika Mike Krisztina Németh Ildikó Péti MTE                |                      | Több induló nem volt                                                           | Több induló nem volt |
| maratoni váltó         | Ágoston Zita Petrik Éva Rakonczai Beáta Visnyei Márta Molnár Gizella Jakab Ágnes BVSC | 2:29:12   | Haladás VSE                                                                  | 2:34:01              | VEDAC                                                                          | 2:35:42              |
| csapat 10 km gyaloglás | Rosza Mária Szabó Andrea Tóth Ágnes Békéscsabai AC                                    | 2:28:18   | Puskás Éva Tóth Barbara Tóth Boglárka Bp. Honvéd                             | 2:35:09              | Pesti Mónika Benkő Anita Huszta Bettina Szegedi VSE                            | 2:37:53              |
| csapat 20 km gyaloglás | Pesti Mónika Bondor Krisztina Benkő Anita Szegedi VSE                                 | 5:30:22   | Tóth Barbara Hudi Zsuzsanna Tóth Boglárka Bp. Honvéd                         | 5:40:15              | Szuromi Karin Szécsi Ilona Barka Ágnes Margitszigeti AC                        | 5:44:13              |
| csapat mezei futás     | Csomor Erika Visnyei Márta Jakab Ágnes BVSC                                           | 23        | Kálovics Anikó Prácser Kinga Schäffer Ramóna Haladás VSE                     | 27                   | Javos Anikó Teveli Zsanett Sági Krisztina Újpesti TE                           | 31                   |
| csapat magasugrás      | Bene Hajnalka Bujdosó Melinda Eckert Ágnes Adamik Anna Kecskeméti SC                  | 157,50 cm | Hermész Ágnes Szénásy Tímea Nagyidai Borbála Nagy Katalin Pécsi AC           | 147,50 cm            | Urbán Renáta Várkonyi Anikó Reiter Vivien Hrabovszky Tünde ELTE TK             | 143,75 cm            |
| csapat rúdugrás        | Donáth Katalin Juhász Fanni Molnár Krisztina B. Kiss Evelyn Újpesti TE                | 357,50 cm | Lendvai Zsuzsanna Lukács Tímea Bizzer Szilvia Bizzer Ildikó Bp. Honvéd       | 290,00 cm            | Reiter Vivien Pécsi Orsolya Süveges Barbara Kovács Bea ELTE TK                 | 242,50 cm            |
| csapat távolugrás      | Babos Rita Szála Anett Riba Katalin Rigó Erzsébet Soproni SI                          | 527,25 cm | Horváth Adrienn Urbán Renáta Schewe Eszter Reiter Vivien ELTE TK             | 503,00 cm            | Szabados Mónika Kevei Anikó Rácz Tünde Ágoston Andrea Ferencvárosi TC          | 502,00 m             |
| csapat hármasugrás     | Szála Anett Riba Katalin Babos Rita Kuslits Judit Soproni SI                          | 11,3250 m | Ágoston Andrea Rácz Tünde Szabados Mónika Kevei Anikó Ferencvárosi TC        | 11,1875              | Völgyi Erzsébet Hermész Ágnes Nagy Katalin Szénásy Tímea Pécsi AC              | 10,9600 m            |
| csapat súlylökés       | Dívós Katalin Sugár Barbara Oroszi Zsuzsa Németh Barbara Dobó SE                      | 12,1025 m | Szabó Nikolett Preisinger Ágnes Zsigmond Kinga Antal Katalin Ferencvárosi TC | 10,6550 m            | Tallér Beatrix Laczkó Melinda Szabó Tünde Ménesi Eszter ELTE TK                | 10,5375 m            |
| csapat diszkoszvetés   | Dívós Katalin Sugár Barbara Németh Barbara Kertész Tekla Dobó SE                      | 43,5400 m | Zsigmond Kinga Szabó Nikolett Antal Katalin Gránicz Andrea Ferencvárosi TC   | 33,8650 m            | Több induló nem volt                                                           | Több induló nem volt |
| csapat kalapácsvetés   | Dívós Katalin Sugár Barbara Németh Barbara Németh Gyöngyi Dobó SE                     | 51,9725 m | Több induló nem volt                                                         | Több induló nem volt | Több induló nem volt                                                           | Több induló nem volt |
| csapat gerelyhajítás   | Szabó Nikolett Gránitz Andrea Szabó Eszter Kocsis Orsolya Ferencvárosi TC             | 46,6050 m | Joó Ildikó Tallér Beatrix Ménesi Eszter Barcsai Zsuzsa Szegedi VSE           | 34,8650 m            | Kiss Zita Bugár Erika Kóródi Blanka Szűcs Andrea Szombathelyi TK               | 30,3875 m            |

## Téli dobóbajnokság
Férfiak
| Versenyszám   | Arany                            | Arany   | Ezüst                          | Ezüst   | Bronz                            | Bronz   |
| ------------- | -------------------------------- | ------- | ------------------------------ | ------- | -------------------------------- | ------- |
| diszkoszvetés | Horváth Attila Haladás VSE       | 60,81 m | Fazekas Róbert Dobó SE         | 57,45 m | Varga Roland TFSE                | 56,82 m |
| kalapácsvetés | Gécsek Tibor Dobó SE             | 77,16 m | Németh Zsolt Dobó SE           | 75,17 m | Vida József Szombathelyi Haladás | 71,10 m |
| gerelyhajítás | Horváth Gergely Csepeli Hungária | 73,36 m | Majoros László Nyíregyházi VSC | 66,12 m | André László BEAC                | 65,14 m |

Nők
| Versenyszám   | Arany                          | Arany   | Ezüst                 | Ezüst   | Bronz                        | Bronz   |
| ------------- | ------------------------------ | ------- | --------------------- | ------- | ---------------------------- | ------- |
| diszkoszvetés | Dívós Katalin Dobó SE          | 50,79 m | Sugár Barbara Dobó SE | 47,68 m | Kürti Éva Nyíregyházi VSC    | 46,23 m |
| kalapácsvetés | Dívós Katalin Dobó SE          | 59,86 m | Tudja Julianna VEDAC  | 56,75 m | Sugár Barbara Dobó SE        | 51,92 m |
| gerelyhajítás | Szabó Nikolett Ferencvárosi TC | 53,86 m | Koczka Anikó BEAC     | 52,30 m | Kovács Réka Kaposvári Építők | 50,70 m |

## Magyar atlétikai csúcsok
- hármasugrás 17.24 ocs. Czinger Zsolt UTE Tivoli 5. 31.
- n. 400 m gát 54.02 ocs. Szekeres Judit Sz.MÁV Roodepoort 1. 23.
- fp. hétpróba 6249 ocs. (7.00 – 750 – 14.40 – 202 / 8.09 – 530 – 2:38.12) Szabó Dezső UTE Valencia 3. 1.
- fp. n. hármasugrás 13.93 ocs. Bálint Zita Csepel Ostrava 1. 29.